# Josivaldo José Bezerra
Josivaldo José Bezerra (Gravatá, 26 de fevereiro de 1967) é um prelado brasileiro da Igreja Católica, desde 2024 é o atual bispo auxiliar da Arquidiocese de Olinda e Recife.

## Biografia
Concluiu seus estudos filosóficos e teológicos no Instituto de Filosofia e Teologia da Arquidiocese Metropolitana de Olinda e Recife. Recebeu a ordenação presbiteral em 20 de março de 1998, na Matriz da Paróquia Santa Ana em Gravatá em Pernambuco, sendo incardinado na Arquidiocese de Olinda e Recife. Fez o reconhecimento do curso de Teologia, na Faculdade Católica de Fortaleza em 2014.
Exerceu as funções de administrador paroquial e pároco na Paróquia Santo Antônio; vigário episcopal da Região Cabo de Santo Agostinho, de 20 de janeiro de 2011 a 31 de dezembro de 2021; pároco da Paróquia Nossa Senhora da Apresentação da Escada, de 29 de janeiro de 2016 a 31 de dezembro de 2021; vigário episcopal da Região Vitória de Santo Antão, de 1 de janeiro de 2022 a 26 de dezembro de 2023.
Até sua nomeação ao episcopado, foi membro do Conselho Presbiteral desde 20 de março de 2004; pároco da Paróquia de Santo Antão desde 1 de janeiro de 2022; membro do Conselho Episcopal desde 20 de março de 2011; membro do Colégio de Consultores desde 20 de março de 2011 e vigário-geral desde 27 de dezembro de 2023.
Em 8 de novembro de 2024, foi nomeado pelo Papa Francisco como bispo auxiliar de Olinda e Recife, sendo atribuído como bispo titular de Patara. Recebeu a ordenação episcopal em 6 de janeiro de 2025, na Igreja de Santo Antão, em Vitória de Santo Antão, do arcebispo de Olinda e Recife, Dom Paulo Jackson Nóbrega de Sousa, coadjuvado por Dom Antônio Fernando Saburido, O.S.B., arcebispo emérito de Olinda e Recife e por Dom Ricardo Hoepers, bispo auxiliar de Brasília e secretário geral da Conferência Nacional dos Bispos do Brasil.